# Melicope aberrans
Melicope aberrans är en vinruteväxtart som beskrevs av Thomas Gordon Hartley. Melicope aberrans ingår i släktet Melicope och familjen vinruteväxter. Inga underarter finns listade i Catalogue of Life.